# Палей, Марина Анатольевна
Мари́на Анато́льевна Пале́й (род. 1 февраля 1955, Ленинград) — русскоязычный нидерландский прозаик еврейского происхождения, поэт, сценарист, публицист, переводчик.

## Биография
Марина Палей родилась в Ленинграде. В 1978 году окончила там Государственную медицинскую академию имени И. И. Мечникова, работала врачом.
В 1985 году поступила на отделение критики в Литературный институт им. А. М. Горького, которое окончила с отличием в 1991 году.
С 1995 года проживает в Нидерландах. Член Нидерландского Союза писателей и переводчиков.

## Творческая деятельность
Начала публиковать литературную критику в 1987 году. Первое опубликованное произведение в прозе — короткий рассказ «Композиция на красном и синем» («Собеседник», еженедельное приложение к газете «Комсомольская правда»), 1989 год. Однако известность ей принесла повесть «Евгеша и Аннушка», напечатанная в 1990 году (журнал «Знамя»). В 1991 году журнал «Новый Мир» опубликовал ещё более яркую повесть Марины Палей — «Кабирия с Обводного канала». В том же году в Москве вышла её первая книга — «Отделение пропащих».
В 1995 году на роттердамском фестивале Story International Festival, ею был получен титул Russische Stijlprinses (Русская принцесса стиля).
В 1998 году в петербургской серии «Мастер» была напечатана вторая её книга — «Месторождение ветра» (своеобразный творческий итог «российского» периода).
Затем последовали книги: «Long Distance, или Славянский акцент» (2000, Вагриус) и роман «Ланч» (2000, Инапресс), а также роман «Клеменс» (2007, Время).
Проза Марины Палей переведена на английский, французский, финский, норвежский, немецкий, шведский, итальянский, нидерландский, словацкий, словенский, эстонский, латышский, японский языки.
Переводит поэзию с итальянского, нидерландского, новогреческого, английского и словенского языков, а также фламандскую прозу.
Формируя оригинальный и целостный арт-стиль, органично соединяет исполнение своих текстов с музыкой и фотоизображениями. На этих изображениях выступает как «объект разнообразных имиджей». Создаёт собственный арт-перфоманс в жанре «one-person-show».
С 2014-го года, в связи с агрессией России против Украины, основная творческая деятельность Марины Палей перенесена на ФБ: https://www.facebook.com/marina.palei. Есть и собственный канал на ютубе: @m343. Там Марина выступает в чтецком жанре.

### Участие в организациях
Марина Палей состоит в следующих организациях:
- Нидерландский союз писателей и переводчиков (Auteursbond)[2]
- Федерация кинематографистов Европы

### Литературные премии

#### Шорт-листы премий
- Роман «Ланч» — Букер-Smirnoff (2000)
- Повесть «Хутор» — премия им. И. П. Белкина (2005)
- Роман «Клеменс» — Большая книга (2006)
- Повесть «Рая & Аад» — премия им. И. П. Белкина (2009)

#### Лауреат
- Роман «Хор» — Русская премия (2011)[3]

### Кинематографические премии
- Главный приз за сценарий. Кинофестиваль в Сан-Диего (США, 2007): «Second Egyptian». Реж. I. Patkanian, Parentheses Film & Video, New-York, USA, (in English).

### Проза и драматургия

#### Книги прозы и драматургии на русском языке
- «Отделение пропащих». Повести и рассказы. («Московский рабочий», М., 1991)
- «Месторождение ветра». Повести и рассказы. («Лимбус Пресс», серия «Мастер», С-Пб., 1998)
- «Long Distance, или Славянский акцент». Повести и сценарные имитации. («Вагриус», М., 2000)
- «Ланч». Роман. (С-Пб., «Инапресс», 2000).
- «Klemens». Роман. («Время», серия «Самое время», М., 2007).
- «Хор». Содержание: «Хор», роман-притча. «Рая & Aaд», повесть. («Эксмо». Авторская серия. М., 2011)
- «Кабирия с Oбводного канала». Любовные повести и рассказы. («Эксмо». Авторская серия. М., 2012)
- «Дань саламандре». Петербургский роман. («Эксмо». Авторская серия. М., 2012).
- «Ланч». Роман-бунт. («Эксмо». Авторская серия. М., 2012).
- «Klemens». Роман. («Эксмо». Авторская серия. М., 2012).
- «Книга посвящений». Повести. («Эксмо». Авторская серия. М., 2013)
- «День тополиного пуха». Рассказы. («Эксмо». Авторская серия. М., 2013)
- «Галёрка». Фильмы и пьесы. («Эксмо». Авторская серия. М., 2014
- «Летний кинотеатр». Жанр: кинорассказы. (Labbardaan/Smaragd, Rotterdam — Київ, 2018)
- «Залётный востоженный бомж...» (Проза.ру). Книга воспоминаний о поэтах «Заозёрной школы», 2021.
- «Аквитания». Сценарий полнометражного фильма. Опубликовано: журнал «Новый Континент» (Израиль - США), 2024.

#### Антологии прозы на русском языке
- «Хронограф-90» — Рассказ «Отделение пропащих». («М. рабочий», М., 1991)
- «Московский круг» — Рассказ «Сказки Андерсена». («М. рабочий», М., 1991)
- «Новые амазонки» — Рассказ «День тополиного пуха». («М. рабочий», М., 1991)
- «Чего хочет женщина…» — Рассказ «Рейс». («Линор», М., 1993)
- «Мария» N 2 — Эссе «Эволюция творческого мастерства: путь к свободе вне пола» (Петрозаводский университет, 1995)
- «Белая шляпа Бляйшица» — Новелла «Спасибо Гагарину!» (Б. С. Г.- пресс, М., 2006)
- «Тринадцать фантазий о любви» — Рассказ «Сказки Андерсена» («Олимп», «Астрель», М., 2009)
- «Святочные рассказы. XXI век» — Рассказ «Анклав для двоих» («Русь» — «Олимп», М., 2009)
- «Новый Белкин» — Повесть «Хутор» («Время», М., 2011)
- «Pinx», № 35 — Фрагмент из романа «Хор». (M., 2011)
- «Долго пахнут порохом слова…» («Полевая книжка») — «Рана до конца» (М., 2015)
- «Азбучные истины» — эссе «Эгоизм» («Клевер Медиа Групп», М., 2016)

#### Kниги прозы на иностранных языках
- «Die Cabiria vom Umleitungskanal» (Rowohlt, 1992). Germany
- «Herinnerd huis» (Pegasus, 1995). The Netherlands
- «Ringkanali Cabiria» (Perioodika, 1995). Estonia
- «Cabiria di Pietroburgo» (Il Saggiatore, 1996). Italy
- «Rückwärtsgang der Sonne» (Droschl, 1997). Austria
- «Inmitten von fremden Ernten» (Kitab, 2010), Austria
- «Klemens» (Voland, 2011), Italy
- «Кüla» (Loomingu Raamatukogu, 2012). Estonia.
- «Raja & Aad» (Douane). 2015, The Netherlands
- «Mónechka» (Automatica), 2016 , Spain
- «El coro» (Automatica), 2017 , Spain
- «De zomerbioscoop» (Woord in blik), 2019, The Netherlands
- «Cinema d'estate» (trailer), 2022, Italy

#### Прочие публикации прозы на иностранных языках
- The anthology «Kali for Women» — a short story: The Bloody Women’s Ward — Conscience Deluded, Deli, India, 1994 (in English)
- The anthology «Lives in Transit» — a short stories: Rendezvous; The Losers' Division — Ardis, USA, 1995 (in English)
- Almanac «Glas» (New Russian Writing) — a short story: The Bloody Women’s Ward — 3, USA, UK, Russia, 1995 (in English)
- The anthology «Present Imperfect» — a fragment: Cabiria from the Bypass — Westview Press, Colorado (USA), Oxford (UK), 1996 (in English)
- The anthology «Puhu, Maria!» — a novel Cabiria Kanavanrannan — Tammi, Helsinki, 1997 (in Finnish)
- The anthology «Russian Women Writing» — a short story Skazki Andersena — Shinchosha, Tokyo, Japan, 1998 (in Japanese).
- The anthology «Poetik der Grenze»: «Der Aus: -gang, weg»(Еssay) — Steirische Verlagsgesellschaft, Graz, Austria, 2003 (in German)
- The anthology «Graz von Aussen»: «Graz: Ein unterhaltsames Hologramm»(Еssay) — Droschl, Graz, Austria 2003 (in German)
- The anthology «Immerhin ein Ausweg»: «Der Tag des Pappelflaums» (Erzählung) — Deutscher Taschenbuch Verlag, München, Germany, 2003 (in Russian and German)
- The anthology «Russisk samtidslitteratur»: «Fra Long distance, eller slavisk aksent» (Script-Novella) — NORAHL & EFTF, Norway, 2007 (in Norwegian)
- The anthology «Halbwegs zum Himmel» (Essay) — Leykam, Graz, Austria, 2007 (in German)

### Поэзия

#### Книги поэзии на русском языке
- «Контрольный поцелуй в голову», любовная лирика 2011—2016 (Авторская серия «Универсальный донор», издательство «Эксклюзив», Харьков, 2017)
- «Ингерманландия», лирика 2011—2017 (Авторская серия «Универсальный донор», издательство «Эксклюзив», Харьков, 2017)
- «Тюремный перестук», гражданская лирика 2014—2018 (Авторская серия «Универсальный донор», издательство «Эксклюзив», Харьков, 2019)
- «Инок», избранная лирика, 2019  (Авторская серия «Универсальный донор», издательство «Эксклюзив», Харьков, 2021)
- «Флейтист» избранная лирика 2020-21 (Авторская серия «Универсальный донор», издательство «Эксклюзив», Харьков, 2021)

#### Антологии и альманахи поэзии на русском языке
- Стихотворение «Сон: прилёт в Питер» — «Лучшие стихи-2011»(«ОГИ», М., 2013)
- Стихотворение «Рана до конца» — сборник «Долго пахнут порохом слова»(РГАЛИ, М., 2015)
- «Школа», большой стихотворный цикл — «Психология и литература в диалоге о человеке»(РАО, М., 2016)
- Стихотворения из цикла «Война» — сборник «Броневик Победы» (Союз российских писателей, М., 2016)
- «Пьета», стихотворный цикл — Киев, 2016 (на русском) http://palisadnik.org.ua/text/peta
- Стихотворный цикл «Петербург» — Альманах «Juolukka № 4», первый том («Juolukka», российско-финское изд-во, С-Пб, 2017)
- Стихотворения. «Мосты» 61/2019 Frankfurt-am-Main, Germany.
- Стихотворения. «День русской зарубежной поэзии» Frankfurt—am—Main Germany, 2019

#### Публикации поэзии на иностранных языках
- La strada, Venezia, Komarovo — «Linea D’Ombra», 10-11, 1996 (in Italian)
- Postal a Cordoba — Тijdschrift voor Slavicshe literatuur 25/1999 (in Dutch)
- Стихотворения. «Poёzie krant» март, 2019 Gent, Belgium (in Dutch)

## Фильмы, видео, театр
- Авторский канал на ютубе (авторское чтение, видео и т. п.): @m343
- «Long Distance» (по одноимённой сценарной имитации; сценарий и гл. роль), реж. I. Patkanian, Parentheses Film & Video, Iowa, USA, 1997 (англ.).
- «Жихарь» (по рассказу «Отделение пропащих»), Свердловская киностудия, реж. Андрей Анчугов, 2002.
- «Second Egyptian» (по сценарной имитации «Второй египтянин»; сценарий), реж. I. Patkanian, Parentheses Film & Video, New-York, USA, 2006 (англ.). Главный приз за сценарий (For the Best Narrative) на кинофестивале в Сан-Диего (США, 2007).
- Youtube: Синематограф & Палей Марина. (Валерий Бакиров, 2010)
- Youtube: Дань саламандре (Елена Терновенко, 2011)
- Youtube: Книги и читатели Марины Палей (Елена Терновенко, 2012)
- Youtube: Встреча жизнь спустя. Читает Марина Палей" (Елена Терновенко, 2012)
- Youtube: Марина Палей. «Кабирия с Обводного канала» (Евгения Жукова, 2012)
- «Кабирия с Обводного канала» — литературные вечера во МХАТе, начиная с 2008 (реж. Марина Брусникина, исполняет Елена Лемешко)
- «Long Distance, или Славянский акцент». Спектакль Кемеровского театра для детей и молодёжи. Реж. Ирина Латынникова. Премьера — май, 2012).
- «Аквитания». Сценарий полнометражного художественного фильма. Американский русскоязычный литературно-художественный альманах «Новый Континент», 24.04.2024.